# Xenies
Xenies  este un oraș în Grecia în prefectura Elida.